# Kansas (együttes)
A Kansas egy amerikai progresszív rockegyüttes, amely 1973-ban alakult meg a Kansas állambeli Topekában. A két talán leghíresebb száma a Carry on My Wayward Son és a Dust in the Wind. Összesen eddig 28 albumuk jelent meg.

## Történet
1973-ban Topekában Dave Hope (basszusgitár), Phil Ehart (dob), Kerry Livgren (szólógitár) megalakította a Kansast. Később csatlakozott hozzájuk Lynn Meredith, Dony Montre, Dan Wright és Larry Baker. Kis idő múlva Meredith, Montre, Wright és Livgren kiszállt saját együttest alapított The Reasons Why néven (ezt később Saratogára változtatták).
Az első album, a Kansas 1974 márciusában jelent meg. Ötvözte a rockot, a klasszikus hegedűs zenét és az Amerikában népszerű boogie-t. Az általuk ekkor játszott zenét főleg a Genesis korai albumaihoz hasonlították. Hamarosan sorozatban jelentek meg az új albumok: másodikként a Song for America, utána pedig a Masque. 1976-ban negyedik albumukon, a Leftoverture-ön jelent meg a talán eddigi leghíresebb és legnépszerűbb számuk, a Carry on My Wayward Son, az ötödiken pedig a Dust in the Wind. Az első négy albumuk összesen több mint négymillió példányban kelt el.
Hamarosan elkezdték utánozni a régebbi idők nagy rockegyütteseit, és elkészítették első koncertalbumukat a Two for the Show-t. Az 1980-as évek nagyon termékeny éveknek bizonyultak. Kiadták az Audio-Visions című albumot, amiből a Hold On című szám bekerült az amerikai Top 40-be. 1981 októberében Walsh elhagyta az együttest és csatlakozott a Streetshez. Hamarosan megtalálták méltó utódját John Elefante személyében. Az első album, amit Walsh nélkül adtak ki, a Vinyl Confessions 1982-ben. Ezen az albumon szerepelt egy másik méltán híres Kansas-szám, a Play the Game Tonight. Ezután kiadták a Drastic Measures című albumot, rajta a Fight Fire with Fire zeneszámmal. Mivel Livgren és Hope nem érezte jól magát az Elefante-val közös munkában, ezért 1983. december 31-én átpártoltak az AD nevű együtteshez.
1984-ben megjelent a The Best of Kansas című album, ami után 1985-ben az együttes úgy döntött, feloszlik. 1985-ben viszont újraindult, Walshsel ismét a soraiban de Livgren, Hope és Steinhardt nélkül. Az újraszervezett együttesben Walshen kívül Billy Greer, Steve Morse, Richard Williams és David Ragsdale volt tag. 1986-ban kiadták a Power című albumot. Az All I Wanted című szám bekerült a Top 40-be. 1988-ban az újjászervezett együttes kiadta a In the Spirit of Things című albumot. 1986-ban turnézott először a csapat. Az 1991-es turné után Morse elhagyta a Kansast. A következő nagy esemény a csapat életében az volt hogy a Yes 2000-es turnéján ők voltak az előzenekar.